# Nécropole nationale de Vailly-sur-Aisne
De Nécropole nationale de Vailly-sur-Aisne is en Franse militaire begraafplaats met gesneuvelden uit de Eerste Wereldoorlog en Tweede Wereldoorlog, gelegen in de Franse gemeente Vailly-sur-Aisne (departement Aisne). De begraafplaats ligt 600 m ten westen van het centrum van Vailly (Église Notre-Dame de Vailly) langs de weg naar Soissons en naast de Britse militaire begraafplaats Vailly British Cemetery. De begraafplaats heeft een onregelmatig grondplan met een oppervlakte van 9141 m² en is omgeven door een draadafsluiting en een haag. Het onderhoud gebeurt door het Franse ministerie van defensie.
Er worden 1576 doden herdacht waaronder 17 gesneuvelden uit de Tweede Wereldoorlog.

## Geschiedenis
In april 1917 werd een groot offensief gestart om de heuvelrug van de Chemin des Dames, waar de Duitsers zich hadden ingegraven, te veroveren. De begraafplaats werd in die periode aangelegd in de buurt van een eerste hulppost.
Er liggen 1.576 Franse soldaten in individuele en collectieve graven begraven.
In de periode tussen 1920 en 1925 werden nog slachtoffers bijgezet die oorspronkelijk begraven waren in Sancy, Nanteuil-la-Fosse, Jouy, Allemant, Laffaux en Bois-Morin.
Op de begraafplaats staan ook twee gedenktekens. Eén is ervan is ter herdenking voor alle slachtoffers van de strijd aan de Chemin des Dames, het andere werd opgericht ter nagedachtenis van sergeant Felix Germain Jacquinot van de Jagers te Voet, die sneuvelde op 8 juli 1917 en onderscheiden werd met het Croix de guerre.